# 생식소 체중 지수
생식소 체중 지수(Gonadosomatic index, GSI)는 생물학에서 전체 체질량에 대한 비율로 생식소 질량을 계산한 것이다. 이는 다음 식으로 표현된다.
GSI = [생식소 무게 / 총 조직 무게] × 100
난소발달, 고환발달과 연관하여 동물의 성적 성숙도를 측정하는 도구이다. 이 지수는 OECD 테스트 지침의 보고 지점으로 자주 사용되며, 규제 체계에서 화학물질의 잠재적 내분비 교란 효과에 대한 표시 또는 증거로 사용될 수 있다(EFSA 및 ECHA, 2017).